# W. H. Auden
Wystan Hugh Auden, plus connu sous la signature W. H. Auden (York (Royaume-Uni), 21 février 1907 – Vienne (Autriche), 29 septembre 1973) est un poète, essayiste, dramaturge, librettiste et critique britannico-américain, considéré comme l’un des plus importants et influents poètes du XXe siècle dans le monde anglo-saxon. 
Il a vécu la première partie de sa vie au Royaume-Uni puis a émigré aux États-Unis en 1939 et est devenu citoyen américain en 1946. Il est élu Chancelier de l'Academy of American Poets en 1954. Il occupera cette charge jusqu'à son décès en 1973.

## Biographie
W. H. Auden passe le début de son enfance à Harborne, Birmingham, où son père le Dr George Auden est professeur de santé publique à l’université de Birmingham. Dès l’âge de huit ans, il est envoyé en pension, d’abord dans le Surrey, puis à la Gresham's School de Norfolk.
Il étudie ensuite au collège de Christ Church (Oxford), puis va vivre pendant un an à Berlin à l’époque de la République de Weimar, dont l’atmosphère de tolérance est plus favorable à l’expression ouverte de son homosexualité. À Oxford, il a l'occasion d'écouter les cours de J. R. R. Tolkien sur Beowulf. De retour au Royaume-Uni, il enseigne dans deux écoles de garçons de 1930 à 1935. La plus importante, et où il est le plus heureux, est la Downs School de Colwall, près de Great Malvern, où il passe trois ans et écrit quelques-uns des plus beaux poèmes d’amour du début de son œuvre, tels This lunar beauty, Lay your sleeping head, my love, Fish in the unruffled lakes et Out on the lawn I lie in bed.
En 1935, W. H. Auden, qui est homosexuel, fait un mariage de convenance avec Erika Mann, la fille lesbienne de l'écrivain allemand Thomas Mann, afin de procurer à celle-ci, connue pour ses opinions antinazies, un passeport britannique lui permettant d’échapper au Troisième Reich. Bien que le « couple » n’ait jamais vécu ensemble, ils demeurèrent amis et ne prirent jamais la peine de divorcer.
En 1937, il se rend en Espagne pour conduire une ambulance et aider, de cette manière, la République espagnole pendant la guerre d'Espagne. Il se met à travailler au bureau de presse et de propagande, une tâche qu'il abandonne, fatigué par les intrigues, pour visiter le front. Ce séjour en Espagne de sept semaines l'affecte profondément et sa vision de la société devient d'autant plus complexe qu'il y découvre des réalités politiques plus ambiguës et plus troublantes qu'il ne l'avait imaginé.
W. H. Auden et son amant Christopher Isherwood émigrent aux États-Unis en 1939. Ce départ du Royaume-Uni, juste au moment où débute la Seconde Guerre mondiale, est considéré par certains comme une trahison et la réputation poétique d’Auden en souffre brièvement. Peu après son arrivée à New York, il donne une lecture publique avec Isherwood et Louis MacNeice, où il rencontre pour la première fois le poète Chester Kallman (en), qui devient son amant et compagnon pour le reste de sa vie, bien que cette relation fût souvent orageuse.
Ayant passé les années de guerre aux États-Unis, Auden est naturalisé américain en 1946. Il retourne cependant en Europe en été à partir de 1948, d’abord en Italie, puis en Autriche. De 1956 à 1961, il est professeur de poésie à l'université d’Oxford, un poste qui exige seulement de sa part de donner trois conférences par an, de sorte qu’il ne passe que quelques semaines à Oxford durant cette période. 

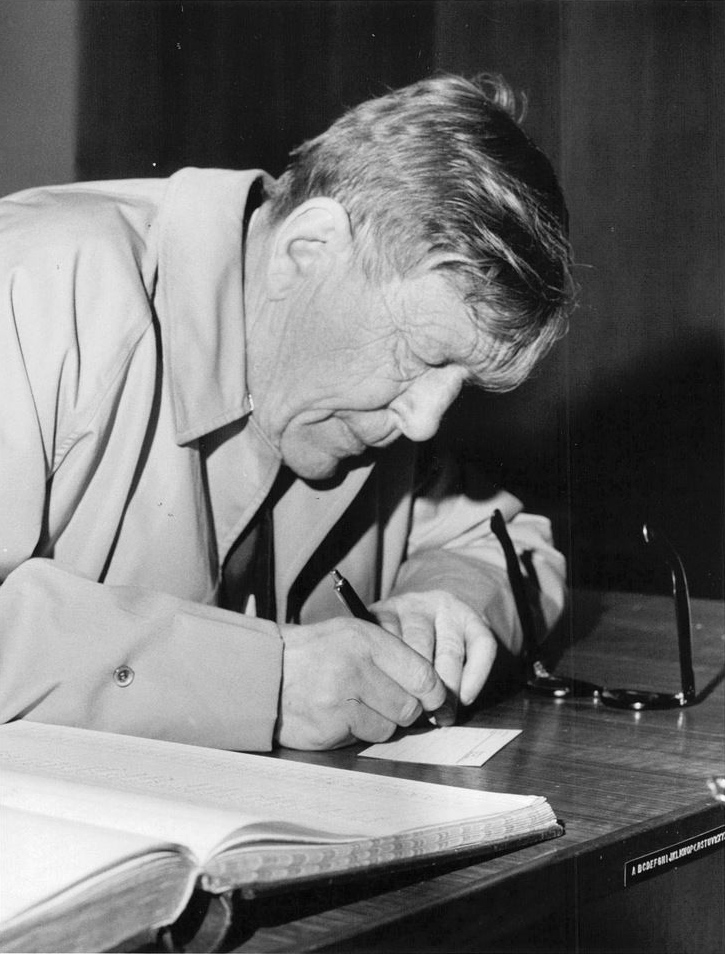
À 57 ans, au Grand Hôtel (Stockholm).

Pendant sa dernière année de vie, en 1973, il revient de New York à Oxford, et à la fin donne des conférences en Autriche, il décédera à Vienne.
Il repose au cimetière de Kirchstetten en Autriche,.

## Regard sur son œuvre

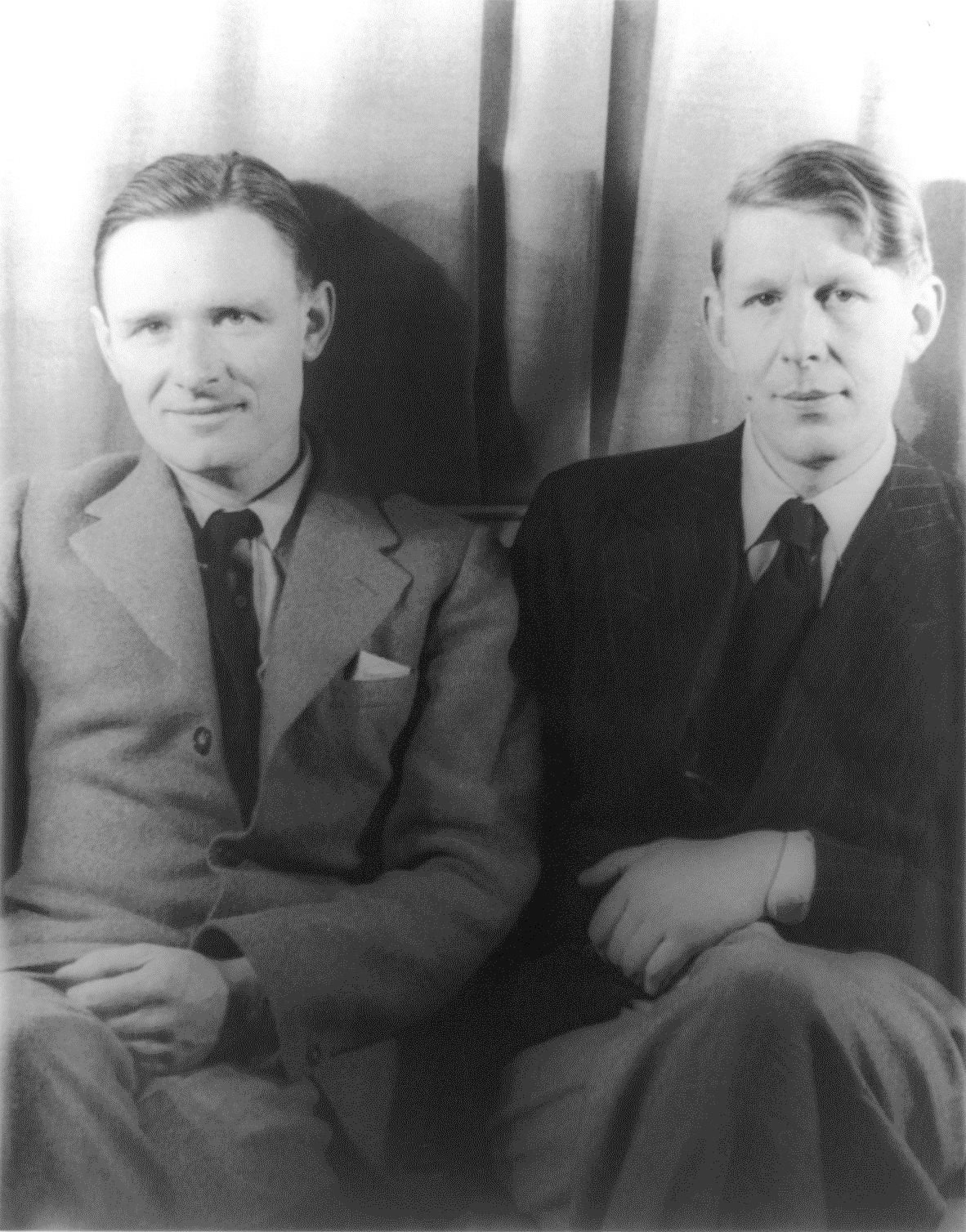
W. H. Auden (à droite) et son compagnon Christopher Isherwood en 1939.

W. H. Auden a écrit une quantité notable d’ouvrages de critique et d’essais ainsi que des pièces de théâtre en collaboration avec son compagnon Christopher Isherwood, mais il est surtout connu en tant que poète. Son travail se caractérise par une variété exceptionnelle allant de formes traditionnelles rigoureuses telles que la villanelle à des formes originales et complexes avec l’habileté technique qu’il déploie quelle que soit la forme employée. Il a été aussi responsable en partie du retour au mètre anglo–saxon accentué dans la poésie anglaise.
Auden bénéficie en 1994 d'un fort regain de notoriété, à la suite de la lecture de son poème Funeral Blues (en) par l'un des personnages du film Quatre mariages et un enterrement, de Mike Newell (la VF contient d'ailleurs une erreur puisqu'elle l'appelle « William H. Auden »). La première version du poème, publiée en 1936, est satirique : chanté par deux des protagonistes de la pièce The Ascent of F6 (en) à la mort d'un autre personnage, il moque avec dégoût l'hypocrisie des funérailles nationales. En 1938, Auden réécrit ce poème, en conservant les deux premières strophes, sous la forme d'une chanson d'amour destinée à être chantée par une soprano de ses amis, Hedli Anderson (en).
Il existe une controverse sur le fait qu’Auden a retravaillé ses poèmes dans leurs publications successives et a fait supprimer plusieurs de ses poèmes les plus connus des éditions ultérieures parce qu’il ne les trouvait plus ni sincères ni exacts. Son exécuteur testamentaire littéraire, Edward Mendelson, affirme dans son introduction aux Poèmes choisis d’Auden que c’est là en fait une preuve de sa foi en le pouvoir et l’importance de la poésie. Ce recueil comprend certains vers qu'Auden avait rejetés et des versions initiales de ceux qu’il avait ensuite modifiés.
Avant de devenir anglican (dans une version de l’anglicanisme plus proche du protestantisme que le catholicisme de ses parents), Auden s’était activement intéressé aux débats politiques de la gauche de son temps et certaines de ses œuvres reflètent ces préoccupations, comme Spain, un poème sur la guerre civile espagnole, et September 1, 1939 sur le déclenchement de la Seconde Guerre mondiale (deux poèmes répudiés ultérieurement par lui et exclus de ses Selected Poems). Parmi ses autres œuvres, on note également son oratorio de Noël, For the Time Being, The Unknown Citizen, Musée des Beaux-Arts, et des vers sur la mort de William Butler Yeats et de Sigmund Freud.
W. H. Auden est souvent considéré comme appartenant à un groupe d’écrivains d’inspiration commune, parmi lesquels on trouve Edward Upward (en), Christopher Isherwood, Louis MacNeice (avec qui il a collaboré aux Letters from Iceland en 1936), Cecil Day-Lewis et Stephen Spender, bien que lui–même ait cessé de se considérer comme membre de ce groupe dès l’âge de 24 ans. 
Il a aussi collaboré étroitement avec des compositeurs, écrivant un livret d’opéra pour Benjamin Britten (Paul Bunyan), et, en collaboration avec Chester Kallman, un livret pour Igor Stravinsky (The Rake's Progress), un autre pour Nicolas Nabokov (Love's Labour's Lost) et deux autres pour Hans Werner Henze (Elegy for young Lovers et Les Bassarides).

## Œuvres

### Œuvres complètes
Edward Mendelson édite les œuvres complètes de W. H. Auden aux éditions Princeton University Press :
- Volume 1 :  Prose and Travel Books in Prose and Verse, 1926-1938, éd. 1997,
- Volume 2 : Prose: 1939-1948, éd. 2002,
- Volume 3 : Prose: 1949-1955, éd. 2008,
- Volume 4 : Prose: 1956-1962, éd. 2010,
- Volume 5 : Prose: 1963–1968, éd. 2015,
- Volume 6 : Prose: 1969–1973, éd. 2015,
- Volume 7 : Libretti and Other Dramatic Writings, 1939-1973, éd. 1993,

### Recueils de poésie
- W.H. Auden: Poems Selected by John Fuller, éd. Faber and Faber, 1998, rééd. 2009
- Tell Me the Truth about Love, éd. Faber and Faber, 1999,
- Auden: Poems, éd. Everyman's Library, 1995,
- As I Walked Out One Evening: Songs, Ballads, Lullabies, Limericks & Other Light Verse, éd. Vintage, 1995,
- Collected Poems, éd. Vintage, 1991,
- The English Auden: Poems, Essays and Dramatic Writings, 1927-1939, édité par Edward Mendelson, éd. Faber & Faber, 1978, rééd. 1988,
- Thank You, Fog: Last Poems, éd. Random House, 1974,
- Epistle to a Godson, éd. Faber and Faber, 1972,
- Academic Graffiti (Faber and Faber, 1971)
- City Without Walls and Other Poems (Random House, 1969)
- Collected Longer Poems (Random House, 1968)
- Collected Shorter Poems 1927-1957 (Faber and Faber, 1966)
- About the House (Random House, 1965)
- Homage to Clio (Faber and Faber, 1960)
- Selected Poems, éd. Vintage, 1958, rééd de 1979,
- The Old Man’s Road (Voyages Press,1956)
- The Shield of Achilles (Random House, 1955)
- Nones (Random House, 1951)
- Collected Shorter Poems 1930-1944, éd. Faber and Faber, 1950, rééd. 1969,
- The Age of Anxiety: A Baroque Eclogue, éd. Random House, 1947, rééd. Princeton University Press, 2011,
- The Collected Poetry of W. H. Auden (Random House, 1945)
- For the Time Being, a Christmas Oratorio, éd. Random House, 1944, rééd. Princeton University Press, 2013,
- The Sea and the Mirror (1944)
- The Double Man (Random House, 1941)
- The Quest (1941)
- Another Time, éd. Random House, 1940, rééd. Faber and Faber, 2007,
- Selected Poems (Faber and Faber, 1938)
- Spain (Faber and Faber, 1937)
- Look, Stranger! (Faber and Faber, 1936)
- The Orators  (Faber and Faber, 1932)
- Poems (1930)
- Poems (édition privée, 1928)

### Essais
- The Sea and the Mirror, éd. Princeton University Press, 2001, rééd. 2005,
- Lectures on Shakespeare, texte établi par Arthur Kirsch, éd. Princeton University Press, 2002,
- Forewords and Afterwords (Random House, 1973)
- Selected Essays (Faber and Faber, 1964)
- The Dyer’s Hand and Other Essays, éd. Random House, 1962, rééd. Vintage. 1990
- The Enchaféd Flood (Random House, 1950)
- Journey to a War, coécrit avec  Christopher Isherwood, éd. Faber and Faber, 1939, rééd. 2002,
- Letters from Iceland coécrit avec Louis MacNeice, éd. Random House, 1937, rééd. Faber and Faber, 2002.

### Théâtre
- On the Frontier (1938)
- The Ascent of F.6 (Faber and Faber, 1936)
- The Dog Beneath the Skin: or, Where is Francis? (Faber and Faber, 1935)
- The Dance of Death (Faber and Faber, 1933)
- Paid On Both Sides (1928)

### Anthologies
- The Portable Romantic Poets: Blake to Poe, coédité avec Norman Holmes Pearson, éd. Penguin Classics, 1950, rééd. 1977,
- The Portable Greek Reader, Penguin Books, 1948, rééd. 1977.
- Viking Book of Aphorisms, coédité avec Louis Kronenberger, éd. Random House, 1920, rééd. Dorset Press, 1981.

### Ouvrages disponibles en langue française
- Poésies choisies, traduction Jean Lambert, Paris, Gallimard, coll. "Du monde entier", 1976; Paris, Gallimard, coll. " Poésie", 2005, avec une préface de Guy Goffette.
- Dis-moi la vérité sur l'amour, Paris, Christian Bourgois, 1995.
- Essais critiques, traduction Claude Habib, Claude Mouchard et Pierre Pachet, suivi de Hannah Arendt, En souvenir de W. H. Auden, traduction Martine Reyss et Éric Adda, Paris, Belin, 2000.
- Shorts, traduction Frank Lemonde, Paris, Rivages poche/Petite Bibliothèque, 2003.
- Le Prolifique et le Dévoreur, traduction Béatrice Vierne, Paris, Anatolia/Le Rocher, 2003.
- En lisant Shakespeare, conférences reconstituées par Arthur Kirsch, traduction Dominique Goy-Blanquet, Paris, Anatolia/Le Rocher, 2003.
- Quand j'écris je t'aime, traduction Béatrice Vierne, Paris, Anatolia/Le Rocher, 2003.
- Journal de guerre en Chine avec Christopher Isherwood, traduction Béatrice Vierne, Paris, Anatolia/Le Rocher, 2003.
- Lettres d'Islande, avec Louis Mc Neice, Paris, Anatolia/Le Rocher, 2006.
- Horae canonicae, Paris, Rivages, 2006.
- La Mer et le Miroir : commentaire de La Tempête de Shakespeare, édition bilingue, traduit et présenté par Bruno Bayen et Pierre Pachet, Paris, Le Bruit du Temps, 2009.

## Prix et distinction
- 1967 : récipiendaire de la National Medal for Literature délivrée par le National Book Committee,
- 1956 : National Book Award en poésie.
- 1953 : lauréat du Bolligen Prize[24]
- 1948 : lauréat du Prix Pulitzer de la poésie[25],[26]

## Articles de presse
- Larchfield by Polly Clark review – loneliness, longing and WH Auden, article de Ian Samson pour The Guardian, 2017[27],
- Detective work shows Auden was the model, article de Sean Day-Lewis pour The Guardian, 2017[28],
- W.H. Auden and the Poetics of Transport, article d'Aurélien Saby pour la revue Études Anglaises, volume 69, 2016[29],
- W. H. Auden, de l’Atlantide à la Nouvelle Jérusalem, article de Pascal Aquien pour la revue Études Anglaises, tome 54, 2001[30],
- Histoire d’une traduction : Funeral Blues de W. H. Auden, article de Bérangère Abdoul et aliud pour la revue La Linguistique, volume 37, 2001[31],
- W. H. Auden honored, article de Leslie Bennetts pour le New York Times, 1983[32],
- W. H. Auden Dies in Vienna, article d'Israël Shenker pour le New York Times, 1973[33],

### Essais

#### Essais en langue anglaise
- Humphrey Carpenter, W. H. Auden: A Biography, éd. Faber and Faber, 2014
- Stephen J. Schuler, The Augustinian Theology of W. H. Auden, éd. University of South Carolina Press, 2013
- Richard Davenport-Hines, Auden (1995)
- Edward Mendelson, Early Auden (1981)
- Edward Mendelson, Later Auden (1999)
- Norman Page, Auden and Isherwood: The Berlin Years (2000)
- Thekla Clark, Wystan and Chester: A Personal Memoir of W. H. Auden and Chester Kallman (1996)
- Dorothy J. Farnan, Auden in Love (1985)

#### Essais en langue française
- Guy Goffette, Auden ou l'œil de la baleine, Paris, Gallimard, coll. "L'un et l'autre", 2005.